# Ranjit Singh

Maharadscha Ranjit Singh

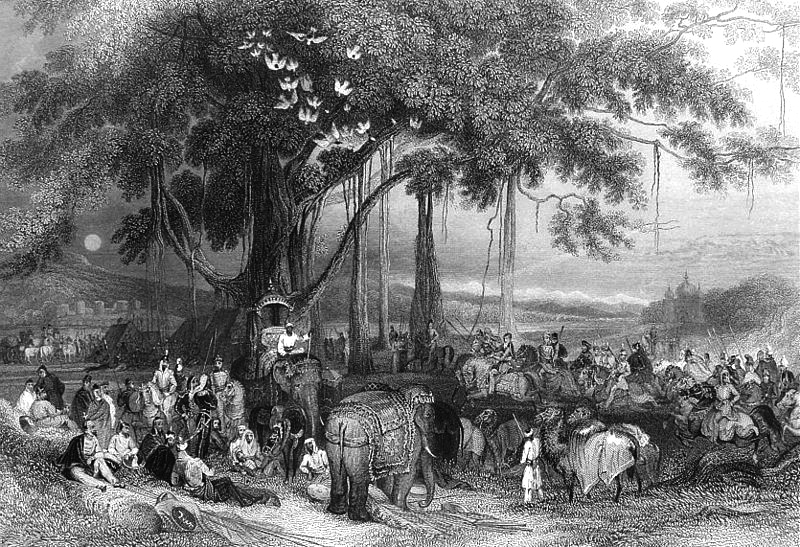
Fürstenversammlung (suwarree)

Der auch als „Löwe vom Punjab“ bezeichnete Maharadscha Ranjit Singh (Panjabi ਰਣਜੀਤ ਸਿੰਘ; * 13. November 1780 in Gujranwala; † 27. Juni 1839 in Lahore) war ein Angehöriger der Sikhs und der erste Herrscher des geeinten Punjab.

## Biografie
Ranjit Singh wurde als Sohn von Sirdar Maha Singh im Punjab geboren; sein Vater herrschte über ein Gebiet im westlichen Punjab um Gujranwala. Zu dieser Zeit war der Punjab in verschiedene Gebiete mit separaten Herrschern aufgeteilt. Im Alter von zwölf Jahren trat Ranjit das Erbe seines Vaters an. Nach mehreren Feldzügen, unter denen die Eroberung von Lahore, welches er auch zu seiner Hauptstadt machte, im Jahr 1799 besonders hervorzuheben ist, einte er die verschiedenen Territorien zum Reich der Sikh und nahm am 12. April 1801 (dem Vaishaki-Tag) den Titel eines Maharadscha an.
Im Jahr darauf eroberte er die heilige Stadt Amritsar. In den folgenden Jahren führte er Krieg gegen die Paschtunen und vertrieb sie aus dem westlichen Punjab. Er eroberte die Provinz Multan (1818) im südlichen Punjab und nahm im gleichen Jahr Peschawar ein. Weitere Eroberungen waren Jammu, Kaschmir (1819) und die Gebirgsstaaten nördlich von Anandpur, deren größter Kangra war. In mehreren Feldzügen nach Afghanistan gelang es ihm und seinen Heerführern in den 1830er Jahren, den Einfluss der Bergstämme auf den fruchtbaren Punjab stark einzuschränken. Dabei erbeutete er das berühmte Kriegspferd Laili von Sultan Mohammad Shah.

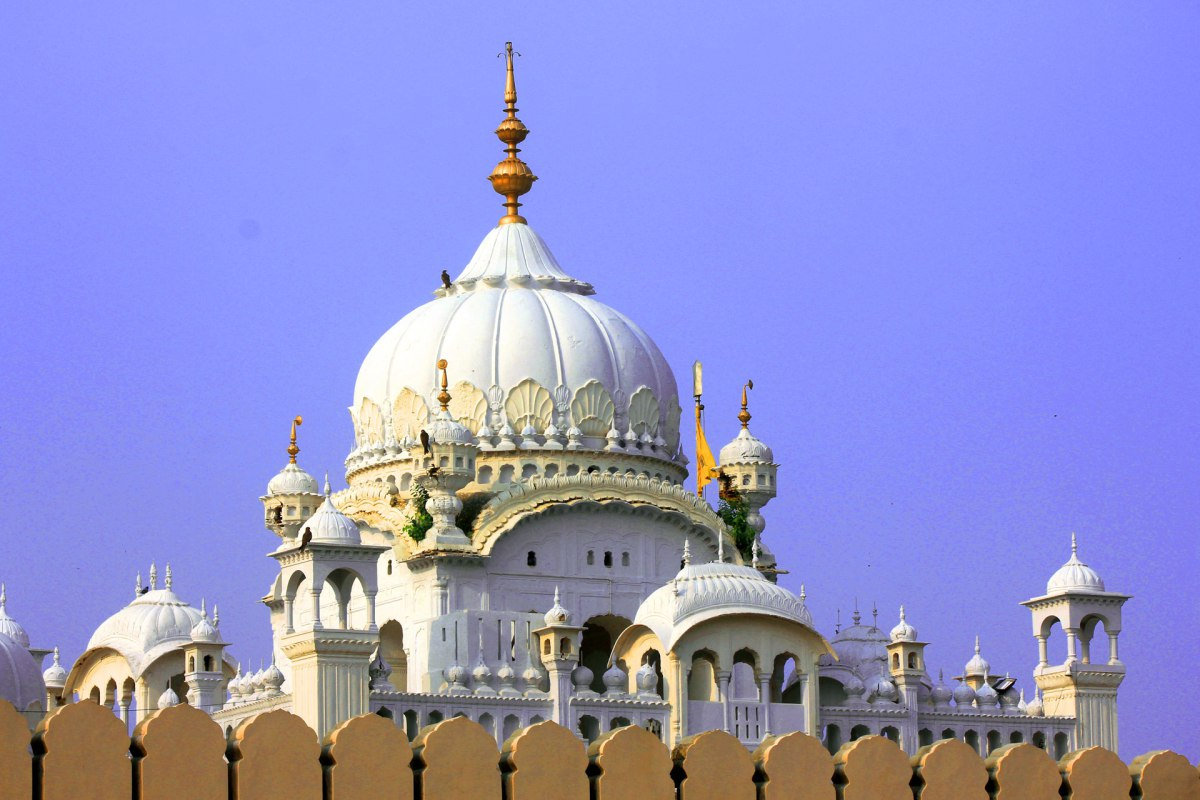
Mausoleum Ranjit Singhs

Er modernisierte seine Armee mit Hilfe europäischer Söldner wie dem ehemaligen napoleonischen General Jean-Francois Allard. Das Resultat war ein vergleichsweise mächtiges Reich der Sikh, das als einziger Fürstenstaat in Indien nicht von den Briten kontrolliert wurde. Er brachte Recht und Ordnung und war für seine Toleranz anderen Religionen und Ethnien gegenüber berühmt. So schaffte er beispielsweise die „Jizya“-Steuer für Hindus und Sikh ab.
Ranjit Singh starb am 27. Juni 1839 infolge einer Lähmung, deren genaue Ursache nicht bekannt ist. Sein Mausoleum (samadhi) befindet sich in der pakistanischen Stadt Lahore in unmittelbarer Nachbarschaft zur Badshahi-Moschee.

## Nachfolge
Sein ältester Sohn Kharak Singh trat das Erbe an, doch der Staat zerfiel in der Folge rasch. Die Armee und die Fürsten stritten um die Vorherrschaft bis zum Ende des Reiches im zweiten Sikh-Krieg (1849), als es von den Briten annektiert wurde. Duleep Singh, der weitgehend unfähige jüngste Sohn Ranjits, wurde zur Abdankung gezwungen. Er war der letzte Maharadscha des Sikh-Reiches.

## Bedeutung
Ranjit ist als Schöpfer eines geeinten und mächtigen Punjab und als Besitzer des Koh-i-Noor-Diamanten bekannt. Sein schönstes und am längsten währendes Werk ist die Verschönerung des Harmandir Sahib in Amritsar, des größten Heiligtums der Sikhs. Aufgrund der großen Mengen an Marmor und Gold, die hierfür verwendet wurden, ist es auch als Goldener Tempel bekannt. Der Titel Sher-e-Punjab („Löwe vom Punjab“) ist noch heute eine Respektsbezeichnung für mächtige Männer.